# Nathanaël Hulleu
Pas d'image ? Cliquez ici

a Compétitions nationales et continentales officielles uniquement.

b Matchs officiels uniquement.
Dernière mise à jour le 15 juillet 2024.
Nathanaël Hulleu, né le 16 mai 2000 à Carcassonne (Aude), est un joueur français de rugby à XV qui évolue au poste d'ailier au Castres olympique.
Il est le frère de Wilfried Hulleu.

## Biographie

### Jeunesse et formation
Nathanaël Hulleu est né à Carcassonne. Il commence le rugby au RC Le Môle à Bonneville avant de jouer pour RC Faucigny Sallanches Mont-Blanc.
À 15 ans, il rejoint le FC Grenoble avec qui il devient champion de France juniors Crabos en 2018 en s'imposant contre le Castres olympique en finale sur le score de 20 à 13.

### Carrière professionnelle
Révélation du FC Grenoble avec quatre essais en quatre titularisations en début de saison 2019-2020, il est très vite convoité par le Lyon OU et l'Union Bordeaux Bègles.
Encore en convention avec le centre de formation du FC Grenoble, il s'engage à l'Union Bordeaux Bègles pour trois saisons. Sa signature crée une polémique car il aurait été démarché pendant le Tournoi des Six Nations des moins de 20 ans 2020 sans que le club en soit informé d'après le président du FC Grenoble, Nicolas Cuynat.  
Il fait ses débuts en équipe de France des moins de 20 ans le 1er février 2020 « à domicile » au Stade des Alpes de Grenoble, alors qu'il évolue au FCG.
En 2022, alors qu'il manque de temps de jeu avec l'UBB, il est prêté pour une saison au RC Vannes en Pro D2. Durant la saison 2022-2023, Il atteint avec son club les demi-finales du championnat où il est éliminé par Oyonnax et termine notamment meilleur marqueur du championnat avec 17 essais inscrits,.
Non prolongé par l'Union Bordeaux Bègles, il s'engage avec le Castres olympique à partir de la saison 2023-2024.
À l'issue de la saison 2023-2024, au mois de juin, il est sélectionné pour la première fois de sa carrière en équipe de France, dans une liste de trente-deux joueurs pour préparer la tournée d'été en Argentine. Cette liste est marquée par l'absence des cadres habituels et la présence de nombreux joueurs sans sélections. Il est ensuite retenu dans la liste définitive la semaine d'après. Le 10 juillet 2024, il joue sous le maillot national face à l'Uruguay, dans une rencontre non capée disputée par l'équipe de France développement.

## Vie privée
Son frère Wilfried joue également au rugby à XV et a été formé au FC Grenoble. De plus, sa compagne, Méline Puech, est joueuse de rugby à XV.

## Palmarès

### En club
- FC Grenoble
  - Vainqueur du Championnat de France Crabos[23]

### Distinctions personnelles
- Meilleur marqueur d'essais du Championnat de France de 2e division  en 2023 (17 essais)